# Panzerregiment 17
Het Panzerregiment 17 was een Duits tankregiment van de Wehrmacht tijdens de Tweede Wereldoorlog, maar werd eigenlijk nooit opgericht.

## Krijgsgeschiedenis
Panzerregiment 17 werd eigenlijk nooit opgericht, maar verschijnt wel regelmatig in artikelen door een foute invoer in het Duitse Veldpostoverzicht (Die deutsche Feldpostübersicht 1939-1945).
Begin 1943 kreeg het Panzerregiment 7 van de 10e Pantserdivisie opnieuw een III. Abteilung. Dit was eigenlijk de schwere Panzer-Abteilung 501, die in het Veldpostoverzicht fout werd ingevoerd als III./Pz.Rgt. 17.

## Opmerkingen over schrijfwijze
- Abteilung is in dit geval in het Nederlands een tankbataljon.
- III./Pz.Rgt. 17 = het 3e Tankbataljon van Panzerregiment 17

Panzerregiment 1 · Panzerregiment 2 · Panzerregiment 3 · Panzerregiment 4 · Panzerregiment 5 · Panzerregiment 6 · Panzerregiment 7 · Panzerregiment 8 · Panzerregiment 9 · Panzerregiment 10 · Panzerregiment 11 · Panzerregiment 15 · Panzerregiment 16 · Panzerregiment 17 · Panzerregiment 18 · Panzerregiment 21 · Panzerregiment 22 · Panzerregiment 23 · Panzerregiment 24 · Panzerregiment 25 · Panzerregiment 26 · Panzerregiment 27 · Panzerregiment 28 · Panzerregiment 29 · Panzerregiment 31 · Panzerregiment 33  · Panzerregiment 35 · Panzerregiment 36 · Panzerregiment 39 · Panzerregiment 69 · Panzerregiment 80 · Panzerregiment 100 · Panzerregiment 101 · Panzerregiment 102 · Panzerregiment 116 · Panzerregiment 118 · Panzer-Lehr-Regiment 130 · Panzerregiment 201 · Panzerregiment 202 · Panzerregiment 203 · Panzerregiment 204 · Schweres Panzer-Regiment Bäke · Panzerregiment Brandenburg · Panzerregiment Coburg · Panzerregiment Feldherrnhalle · Panzerregiment Feldherrnhalle 2 · Panzerregiment Hermann Göring · Panzerregiment Großdeutschland · Panzerregiment Kurmark · Panzerregiment von Lauchert · Panzerregiment Major Rettemeier · Fallschirm-Panzerregiment 1 · Fallschirm-Panzerregiment 21 · SS-Panzerregiment 1 LSSAH · SS-Panzerregiment 2 · SS-Panzerregiment 3 · SS-Panzerregiment 5 · SS-Panzerregiment 9 · SS-Panzerregiment 10 · SS-Panzerregiment 11 · SS-Panzerregiment 12